# Romanowo, Distrito de Maków
Romanowo [rɔmaˈnɔvɔ] es un pueblo ubicado en el distrito administrativo de Gmina Karniewo, dentro del Condado de Maków, Voivodato de Mazovia, en el este de Polonia central. Se encuentra aproximadamente a 7 kilómetros (4 mi) al noreste de Karniewo, a 5 kilómetros al oeste de Maków Mazowiecki, y a 74 kilómetros al norte de Varsovia.